# Kráľova hora
Kráľova hora (1072 m) – szczyt w południowej części Słowackiego Raju. Północno-zachodnie stoki opadają do doliny potoku Biela voda, wschodnie do doliny Havraníego potoku, południowe do doliny Hnilca, do którego uchodzą obydwa te potoki. W całości znajduje się w obrębie miejscowości Mlynky, do której należą także trzy osady położone w dolinach potoków opływających Kráľovą horę: Biela voda, Prostredný Hámor i Havrania dolina. 
Kráľova hora jest porośnięta lasem, ale duże jego połacie to wiatrołomy. Na południowo-wschodnich stokach znajdują się kopalnie Daniel i Filip. Przez Kráľovą horę nie prowadzą żadne szlaki turystyczne, wiodą one natomiast dolinami potoków Biela voda i Havraní potok.  